# Ivica Puljak
Ivica Puljak (Split, 27. kolovoza 1969.) hrvatski je političar, istraživački fizičar i sveučilišni profesor. Izabran je za splitskog gradonačelnika (2021. – 2025.) i zastupnika u 11. sazivu Hrvatskog sabora. Od osnuća stranke Centar djeluje kao njezin predsjednik.

## Obrazovanje
Puljak je osnovnu školu završio na Plokitama, a potom i srednju Tehničku školu u Splitu. Diplomirao je elektrotehniku na splitskom Fakultetu elektrotehnike, strojarstva i brodogradnje te potom 1994. godine magistrirao fiziku elementarnih čestica na Odsjeku za fiziku Prirodoslovno-matematičkog fakulteta u Zagrebu. Na sveučilištu Pierre i Marie Curie u Parizu doktorirao je fiziku elementarnih čestica. Na prvoj godini u Parizu dobio je stipendiju francuske Vlade, a na drugoj stipendiju hrvatske Vlade. Na trećoj godini bio je prepoznat od strane Francuskog instituta za fiziku koji mu je tada ponudio stipendiju..

## Znanstvena i nastavna karijera
Od 1993. godine sudjeluje u radu CERN-a, laboratorija za nuklearna istraživanja i fiziku elementarnih čestica. Redoviti je član CMS-ove kolaboracije CERN-a od 1994. Jedan je od 8000 znanstvenika koji su sudjelovali na projektu pronalaska Higgsova bozona.
Od 2009. godine Puljak je član MAGIC-ove kolaboracije koja upravlja istoimenim teleskopima za otkrivanje gama-zraka na Kanarskim otocima.

## Politička karijera
Član je predsjedništva i tajnik stranke Pametno koja se krajem 2020. godine ujedinila sa Strankom s Imenom i Prezimenom[nedostaje izvor] čime je oformljena stranka Centar. 
Na izborima za Europski parlament u svibnju 2019. godine, bio je nositelj zajedničke liste stranke Pametno i Unije Kvarnera.
Na lokalnim izborima u svibnju 2021. godine, Puljak je u drugom krugu pobijedio Vicu Mihanovića (HDZ) te tako postao 73. splitski gradonačelnik. Dužnost gradonačelnika službeno je preuzeo 7. lipnja 2021. godine.
Na parlamentarnim izborima 2024. izabran je u 11. saziv Hrvatskog sabora, no mandat je stavio u mirovanje te ga je zamijenila Viktorija Knežević. Nakon što ga je u drugome krugu lokalnih izbora 1. lipnja 2025. za mjesto gradonačelnika pobijedio Tomislav Šuta, najavio je »moj put u politici je ovime završen«, no da će ostati na mjestu predsjednika svoje stranke.

## Privatni život
Puljak je odrastao u obitelji s majkom Jakom iz Drniša, ocem Zdravkom iz Zagvozda te trima sestrama - Nadom, Željkom i Marinom. Trenirao je nogomet u Hajduku, a kao mladić je svirao gitaru u crkvenom bendu i na svadbama.
Puljak je od 1995. u braku sa suprugom Marijanom, političarkom i trenutnom zastupnicom u Hrvatskom saboru, koju je upoznao na prvoj godini studija. Imaju dvije kćeri i sina.